# Mulern Jean
Mulern Jean (* 25. September 1992 in Pompano Beach) ist eine US-amerikanisch-haitianische Hürdenläuferin, die sich auf die 100-Meter-Distanz spezialisiert hat.

## Sportliche Laufbahn
Mulern Jean studierte zwischen 2012 und 2014 an der Charleston Southern University in South Carolina und absolvierte anschließend ihr Masterstudium der criminology an der Florida State University in Tallahassee 2016 trat sie dank einer Wildcard erstmals bei den Olympischen Spielen in Rio de Janeiro an, wurde dort aber in der ersten Runde disqualifiziert. Im Jahr darauf startete sie bei den Weltmeisterschaften in London, kam dort aber mit 13,63 s nicht über den Vorlauf hinaus. 2018 schied sie bei den Hallenweltmeisterschaften in Birmingham mit 8,51 s in der Vorrunde im 60-Meter-Hürdenlauf aus und im Sommer verpasste sie bei den Zentralamerika- und Karibikspielen in Barranquilla mit 13,75 s den Finaleinzug. 2020 nahm sie erneut an den Olympischen Sommerspielen in Tokio teil und erreichte dort das Halbfinale, in dem sie mit 13,09 s ausschied. Zudem war sie bei den Spielen Fahnenträgerin Haitis bei der Abschlussveranstaltung.
2022 startete sie über 60 m Hürden bei den Hallenweltmeisterschaften in Belgrad und kam dort mit 8,18 s nicht über die Vorrunde hinaus. Im Juli konnte sie dann bei den Weltmeisterschaften in Eugene ihren Vorlauf über 100 m Hürden nicht beenden. 

## Persönliche Bestleistungen
- 100 m Hürden: 12,81 s (+0,7 m/s), 2. Juli 2022 in Marietta
  - 60 m Hürden: 8,08 s, 26. Februar 2016 in Boston